# Tago
Tago is een gemeente in de Filipijnse provincie Surigao del Sur op het eiland Mindanao. Bij de laatste census in 2007 had de gemeente ruim 31 duizend inwoners.

## Geografie

### Bestuurlijke indeling
Tago is onderverdeeld in de volgende 24 barangays:
| - Alba - Anahao Bag-o - Anahao Daan - Badong - Bajao - Bangsud - Cabangahan - Cagdapao - Camagong - Caras-an - Cayale - Dayo-an | - Gamut - Jubang - Kinabigtasan - Layog - Lindoy - Mercedes - Purisima - Sumo-sumo - Umbay - Unaban - Unidos - Victoria |

## Demografie
Tago had bij de census van 2007 een inwoneraantal van 31.342 mensen. Dit zijn 1.621 mensen (5,5%) meer dan bij de vorige census van 2000. De gemiddelde jaarlijkse groei komt daarmee uit op 0,74%, hetgeen lager is dan het landelijk jaarlijks gemiddelde over deze periode (2,04%). Vergeleken met de census van 1995 is het aantal mensen met 4.242 (15,7%) toegenomen.

De bevolkingsdichtheid van Tago was ten tijde van de laatste census, met 31.342 inwoners op 253,28 km², 107 mensen per km².

## Geboren in Tago
- Jun Limpot (14 december 1971), basketballer.